# Monogerman
Monogerman (GeH4)  ist die einfachste chemische Verbindung aus der Gruppe der Germane (eine Verbindung aus Germanium und Wasserstoff). Es ist ein sehr reaktionsfreudiges, giftiges, leicht zersetzliches Gas mit unangenehmem Geruch. Es findet Anwendung in der Halbleitertechnologie.

## Vorkommen
Monogerman wurde in der Jupiteratmosphäre nachgewiesen.

## Gewinnung und Darstellung
Monogerman entsteht bei der Zersetzung salzartiger Germanide (Germanium-Metallverbindungen) in Säuren, wie zum Beispiel Magnesiumgermanid in verdünnter Chlorwasserstoffsäure:
{\displaystyle {\ce {Mg2Ge + 4HCl -> GeH4 + 2MgCl2}}}.
Monogerman kann auch durch direkte Reaktion von Germanium mit Wasserstoff dargestellt werden, wobei auch andere Germaniumhydride (Germane) wie Germaniumhexahydrid/Digerman (Ge2H6) und Germaniumoctahydrid/Trigerman (Ge3H8) entstehen. Leichter und mit hoher Reinheit gelingt die Synthese von Monogerman durch die Reaktion von Germaniumtetrachlorid mit Methan und Palladium als Katalysator. Die Ausbeute beträgt dabei 98 %, als Nebenprodukt entsteht Tetrachlormethan:
{\displaystyle {\ce {Ge + 2Cl2 -> GeCl4}}}
{\displaystyle {\ce {GeCl4 + CH4 -> GeH4 + CCl4}}}
Im Labormaßstab kann Monogerman auch durch Reaktion von Germanium(IV)-Verbindungen mit Hydriden gewonnen werden. Eine typische Synthese dieser Art ist Natriumgermanat Na2GeO3 mit Natriumborhydrid
{\displaystyle {\ce {Na2GeO3 + NaBH4 + H2O -> GeH_4 + 2NaOH + NaBO2}}}

## Eigenschaften
Monogerman hat eine kritische Temperatur von 34,85 °C, einen kritischen Druck von 55,5 Bar und eine kritische Dichte von 0,598 kg·l−1.

## Verwendung
Monogerman wird in der Elektronik-Industrie zur Epitaxie und zum Dotieren verwendet.

## Sicherheitshinweise
Schon ab einem Anteil von ca. 10,1 % bildet Monogerman stark explosionsfähige Gemische mit Luft. Da das Gas sehr schwer ist und sich normalerweise nur bis zu 5 % in der Luft anreichert, ist es nur als hochentzündlich einzustufen.
Monogerman ist sehr giftig. Bei einer akuten Vergiftung mit großen Mengen Monogerman treten die folgenden Symptome auf:
- Erweiterung der Blutgefäße (Arteriektasie)
- Ptosis
- Zyanose
- Tremor

Ursache hierfür ist die Unterbrechung des Sauerstofftransports, da Monogerman mit dem im Blut transportierten Sauerstoff zu Germanium(IV)-oxid und Wasser reagiert:
{\displaystyle {\ce {GeH4 + 2O2 -> GeO2 + 2H2O}}}
Verhindert werden kann dies durch Gabe von Komplexbildnern wie beispielsweise EDTA.